# TOI-1811
TOI-1811 —  одиночная звезда в созвездии Волос Вероники на расстоянии приблизительно 418 световых лет (около 128 парсек) от Солнца. Видимая звёздная величина звезды — +11,51m. Возраст звезды определён как около 5,9 млрд лет.
Вокруг звезды обращается, как минимум, одна планета.

## Характеристики
TOI-1811 — оранжевый карлик спектрального класса K. Масса — около 0,819 солнечной, радиус — около 0,81 солнечного, светимость — около 0,291 солнечной. Эффективная температура — около 4758 K.

## Планетная система
В 2022 году группой астрономов проекта TESS было объявлено об открытии планеты TOI-1811 b.